# Millmoor
El Millmoor es un estadio de fútbol ubicado en la ciudad de Rotherham en Yorkshire del Sur en Inglaterra que actualmente es utilizado para partidos de categorías menores y que es conocido como la sede espiritual del Rotherham United FC que jugó ahí entre 1925 y 2008.

## Historia
Fue inaugurado en 1907 en un terreno que en los años 1890 fue sede del Rotherham Church Institute en la Sheffield Association League. Actualmente cuenta con capacidad para 8,300 espectadores.
En los años 1990 se pensó en construir un nuevo estadio en Rotherham, pero la idea se consideró inviable aún con el ascenso del Rotherham a ls Division One en 2001, y el club pensó que era necesario reconstruir Millmoor o algo parecido. Inicialmente el club decidió reconstruir Millmoor.
Iniciaron el proceso de reconstrucción con una nueva gradería principal donde antes había una gradería de madera construida en los años 1950. Con la nueva gradería la capacidad del estadio aumentó a 10,000 espectadores. El trabajo sería finalizado en 2006, pero por una serie de contratiempos se retrasaron las obras como el descubrimiento de la Fallopia japonica en el lugar. El trabajo nunca terminó y la gradería principal quedó a medias. El Rotherham United se mudó al New York Stadium. En mayo de 2011 el Rotherham Titans y el Rotherham Council anunciaron el plan para poder jugar partidos de rugby union en Millmoor. Después de mucha especulación se anunció en diciembre de 2011 que los Titans se mantendrían en Clifton Lane por la caída del convenio.
Millmoor ha sido sede de partidos memorables del Rotherham United games, incluyendo el partido de su primera participación en la Football League Cup ante Aston Villa FC en 1961 que ganó Rotherham 2–0.
El 22 de septiembre de 2007 en un partido entre el Rotherham United ante Notts County se celebraron los 100 años de Millmoor. El partido terminó 1—1, con Peter Holmes anotando el gol de los Millers. En mayo de 2008 el Rotherham United se vio forzado a dejar Millmoor luego de hablar con Ken Booth, dueño de Millmoor. El club jugaría en el Don Valley Stadium en Sheffield hasta 2012 cuando se mudó al New York Stadium en Rotherham.
Desde entonces, Millmoor lleva más de una década sin un equipo de fútbol que juegue ahí como local y se ha utilizado para otras actividades deportivas.